# Georg Meri
Georg-Peeter Meri (* 8. Oktober 1900 in Koltschanowo bei Sankt Petersburg, Russisches Kaiserreich; † 10. Juni 1983 in Tallinn) war ein estnischer Diplomat, Schriftsteller und Übersetzer. Er ist der Vater des Literaten und späteren estnischen Staatspräsidenten Lennart Meri.

## Leben
Nach der Wirtschaftsschule in Moskau wurde Georg Meri von den Bolschewiki verhaftet und 1917/18 inhaftiert. Er nahm 1918–1920 am Estnischen Freiheitskrieg gegen Sowjetrussland teil. Meri studierte von 1920 bis 1923 an der Universität Tartu und von 1931 bis 1933 an der Sorbonne Politikwissenschaft. Er war von 1926 bis 1940 als hochrangiger Diplomat im estnischen Außenministerium in Tallinn und an zahlreichen estnischen Gesandtschaften im Ausland tätig, u. a. in Berlin und Paris, wobei er hauptsächlich mit Wirtschaftsfragen betraut war.
Nach der Besetzung Estlands durch die Sowjetunion wurden Georg Meri und seine Familie am 14. Juni 1941 verhaftet, nach Sibirien deportiert und später in Moskau inhaftiert. Sowohl Georg Meri als auch seine Frau und seine beiden Söhne Lennart und Hindrek überlebten die Deportation. Sie gelangten nach dem Ende des Zweiten Weltkriegs nach Estland zurück. 1946/47 fand Georg Meri dort Arbeit als Redakteur und Verlagsangestellter.
1950 wurde Meri erneut verhaftet und erst nach Stalins Tod 1953 freigelassen. Er arbeitete danach als Fahrer und in einer staatlichen Baufirma, bevor er als einer der bekanntesten estnischen Übersetzer wieder tätig werden durfte. Georg Meri ist in Estland hauptsächlich durch seine Shakespeare-Übersetzungen berühmt.
Georg Meri war mit der schwedischstämmigen Estin Alice-Brigitta Meri, geborene Engmann, verheiratet.

## Shakespeare-Übersetzungen von Georg Meri ins Estnische
- Antonius und Cleopatra
- Coriolanus
- Ende gut, alles gut
- Hamlet
- Heinrich IV.
- Heinrich V.
- Heinrich VI.
- Heinrich VIII.
- Julius Cäsar
- Der Kaufmann von Venedig
- König Johann
- König Lear
- Macbeth
- Maß für Maß
- Othello
- Richard II.
- Richard III.
- Romeo und Julia
- Ein Sommernachtstraum
- Timon von Athen
- Titus Andronicus
- Troilus und Cressida
- Viel Lärm um Nichts
- Was ihr wollt
- Wie es euch gefällt

Daneben fertigte er staatliche sowjetische Auftragsübersetzungen u. a. aus dem Russischen von Boris Leontjewitsch Sutschkow, Nikolai Dobroljubow, Wera Panowa und aus dem Englischen von Archibald Joseph Cronin an.